# Comité de soutien au peuple tibétain
 (avril 2021).
Pour les articles homonymes, voir CSPT.
Le Comité de soutien au peuple tibétain (CSPT) est une association française solidaire du peuple tibétain, fondée le 17 décembre 1987 par Anne de la Celle, Jean-Paul Ribes, Muriel Huster et Anne Ribes, dont le siège est à Maule.  L’association œuvre pour la libération de prisonniers politiques tibétains

## Objectif
Le CSPT se donne comme objectif d’informer l’opinion française, ainsi que les personnalités politiques et les médias sur la situation au Tibet.

## Origine et activités
En 1985, Jean-Paul Ribes se rend à Lhassa au Tibet depuis Katmandou. C’est à la suite de ce voyage qu’il fonde avec Muriel Huster, Anne de la Celle et Anne Ribes en 1987 le CSPT, association solidaire du peuple tibétain dont il est aujourd’hui le président.
Le CSPT a organisé des manifestations et des conférences. Il a promu la constitution du Groupe d'études sur le problème du Tibet à l’Assemblée Nationale ainsi que des rencontres entre des membres du gouvernement français et des responsables tibétains.
En 1991, le CSPT participe à l'Année internationale du Tibet. C'est dans ce cadre qu'il soutient la conférence internationale des journalistes, parrainée par le Groupe d'études sur le problème du Tibet, à l'Assemblée Nationale le 25 mai 1991
Depuis 1992, le CSPT organise une campagne pour que les municipalités parrainent des prisonniers d’opinion tibétains et crée des groupes régionaux, en région parisienne, en Bretagne, en Eure-et-Loir, et en Midi Pyrénées.  
Danielle Laeng, représentante du CSPT en Inde, a publié La prisonnière de Lhassa avec Philippe Broussard, retraçant la vie de Ngawang Sangdrol, alors condamnée à 35 ans de prison.
L'association mobilise des personnalités, dont Véronique Sanson, Yves Duteil, I Muvrini, Costa Gavras, Alain Corneau, Roselyne Bachelot, Yves Cochet pour faire libérer Ngawang Sangdrol qui déclare en 2003 "La France m'a aidée, je viens la remercier".
En 2005, l'association est partenaire d'une exposition à Carrières-sous-Poissy sur la situation politique du Tibet et sa culture. 
En 1993, le CSPT et l'association Eco-Tibet publient Tibet, environnement développement aux éditions Prajna.
Le CSPT publie la Lettre du Tibet.

## Message du dalaï-lama
En 1988, le 14e dalaï-lama déclara à l’attention du CSPT:  « En réalité, je suis persuadé que la sauvegarde et le maintien des droits du peuple tibétain sont entre les mains de l’Humanité tout entière. Ainsi, je me réjouis de vous voir œuvrer dans ce sens [...] et je vous prie instamment de poursuivre vos efforts jusqu’à ce que mûrissent les fruits de la vérité »

## CSPT en Suisse
Une autre association, présidée par Claude Levenson, ayant son siège en Suisse, porte le même nom.